# بحر خاو
بحر خاو هو الماء بين البر الرئيسى فاترلاند وماركن بمقاطعة شمال هولندا، بهولندا، وهي جزيرة سابقة، والآن شبه جزيرة، ومنذ 1957 تتصل بالبر الرئيسى بواسطة جسر .
وإلى جانب ماركن تقع مدن مونيكندام وقرية فولندام على بحر خاو.
ويتميز بحر خاو بالمياه الضحلة الصافية. وهو جزء من المحمية الطبيعية بحيرة ماركر. وبالتالي تطبق قوانين الحفظ والحماية على بحرخاو مثل قانون حماية الطيور والموائل. وفي أواخر الصيف تتجمع أعداد كبيرة من بط Red-crested pochard في بحر خاو للتحضير لهجرة الخريف.
كما يشتهر البحر بقضاء العطلات، مثل الإبحار وركوب الأمواج.